# 小行星列表/106701-106800
| 名稱         | 臨時編號   | 發現日期       | 發現地點   | 發現者                         |
| ------------ | ---------- | -------------- | ---------- | ------------------------------ |
| 小行星106701 | 2000 WA168 | 2000年11月25日 | 索科罗     | 林肯近地小行星研究小组         |
| 小行星106702 | 2000 WC168 | 2000年11月25日 | 索科罗     | 林肯近地小行星研究小组         |
| 小行星106703 | 2000 WF168 | 2000年11月25日 | 索科罗     | 林肯近地小行星研究小组         |
| 小行星106704 | 2000 WN168 | 2000年11月25日 | 可可尼诺县 | 洛厄尔天文台近地小行星搜寻计划 |
| 小行星106705 | 2000 WC169 | 2000年11月25日 | 可可尼诺县 | 洛厄尔天文台近地小行星搜寻计划 |
| 小行星106706 | 2000 WK169 | 2000年11月26日 | 索科罗     | 林肯近地小行星研究小组         |
| 小行星106707 | 2000 WF170 | 2000年11月24日 | 可可尼诺县 | 洛厄尔天文台近地小行星搜寻计划 |
| 小行星106708 | 2000 WJ170 | 2000年11月24日 | 可可尼诺县 | 洛厄尔天文台近地小行星搜寻计划 |
| 小行星106709 | 2000 WF171 | 2000年11月24日 | 基特峰     | 太空监视                       |
| 小行星106710 | 2000 WB172 | 2000年11月25日 | 索科罗     | 林肯近地小行星研究小组         |
| 小行星106711 | 2000 WE173 | 2000年11月25日 | 可可尼诺县 | 洛厄尔天文台近地小行星搜寻计划 |
| 小行星106712 | 2000 WH173 | 2000年11月25日 | 可可尼诺县 | 洛厄尔天文台近地小行星搜寻计划 |
| 小行星106713 | 2000 WY173 | 2000年11月26日 | 索科罗     | 林肯近地小行星研究小组         |
| 小行星106714 | 2000 WZ173 | 2000年11月26日 | 可可尼诺县 | 洛厄尔天文台近地小行星搜寻计划 |
| 小行星106715 | 2000 WJ174 | 2000年11月26日 | 索科罗     | 林肯近地小行星研究小组         |
| 小行星106716 | 2000 WN174 | 2000年11月26日 | 索科罗     | 林肯近地小行星研究小组         |
| 小行星106717 | 2000 WQ174 | 2000年11月26日 | 索科罗     | 林肯近地小行星研究小组         |
| 小行星106718 | 2000 WS174 | 2000年11月26日 | 索科罗     | 林肯近地小行星研究小组         |
| 小行星106719 | 2000 WD175 | 2000年11月26日 | 索科罗     | 林肯近地小行星研究小组         |
| 小行星106720 | 2000 WR175 | 2000年11月26日 | 索科罗     | 林肯近地小行星研究小组         |
| 小行星106721 | 2000 WJ177 | 2000年11月27日 | 索科罗     | 林肯近地小行星研究小组         |
| 小行星106722 | 2000 WA179 | 2000年11月25日 | 索科罗     | 林肯近地小行星研究小组         |
| 小行星106723 | 2000 WE179 | 2000年11月26日 | 索科罗     | 林肯近地小行星研究小组         |
| 小行星106724 | 2000 WG179 | 2000年11月26日 | 索科罗     | 林肯近地小行星研究小组         |
| 小行星106725 | 2000 WF180 | 2000年11月27日 | 索科罗     | 林肯近地小行星研究小组         |
| 小行星106726 | 2000 WQ180 | 2000年11月28日 | 基特峰     | 太空监视                       |
| 小行星106727 | 2000 WT181 | 2000年11月25日 | 可可尼诺县 | 洛厄尔天文台近地小行星搜寻计划 |
| 小行星106728 | 2000 WR182 | 2000年11月20日 | 可可尼诺县 | 洛厄尔天文台近地小行星搜寻计划 |
| 小行星106729 | 2000 WS182 | 2000年11月20日 | 可可尼诺县 | 洛厄尔天文台近地小行星搜寻计划 |
| 小行星106730 | 2000 WA183 | 2000年11月17日 | 索科罗     | 林肯近地小行星研究小组         |
| 小行星106731 | 2000 WW183 | 2000年11月30日 | 可可尼诺县 | 洛厄尔天文台近地小行星搜寻计划 |
| 小行星106732 | 2000 WE184 | 2000年11月30日 | 可可尼诺县 | 洛厄尔天文台近地小行星搜寻计划 |
| 小行星106733 | 2000 WQ184 | 2000年11月30日 | 基特峰     | 太空监视                       |
| 小行星106734 | 2000 WT184 | 2000年11月30日 | 基特峰     | 太空监视                       |
| 小行星106735 | 2000 WM185 | 2000年11月29日 | 索科罗     | 林肯近地小行星研究小组         |
| 小行星106736 | 2000 WN185 | 2000年11月29日 | 索科罗     | 林肯近地小行星研究小组         |
| 小行星106737 | 2000 WK186 | 2000年11月27日 | 索科罗     | 林肯近地小行星研究小组         |
| 小行星106738 | 2000 WG187 | 2000年11月19日 | 可可尼诺县 | 洛厄尔天文台近地小行星搜寻计划 |
| 小行星106739 | 2000 WS187 | 2000年11月16日 | 可可尼诺县 | 洛厄尔天文台近地小行星搜寻计划 |
| 小行星106740 | 2000 WL188 | 2000年11月18日 | 可可尼诺县 | 洛厄尔天文台近地小行星搜寻计划 |
| 小行星106741 | 2000 WD189 | 2000年11月18日 | 可可尼诺县 | 洛厄尔天文台近地小行星搜寻计划 |
| 小行星106742 | 2000 WQ189 | 2000年11月18日 | 可可尼诺县 | 洛厄尔天文台近地小行星搜寻计划 |
| 小行星106743 | 2000 WU189 | 2000年11月18日 | 可可尼诺县 | 洛厄尔天文台近地小行星搜寻计划 |
| 小行星106744 | 2000 WP190 | 2000年11月18日 | 可可尼诺县 | 洛厄尔天文台近地小行星搜寻计划 |
| 小行星106745 | 2000 WU191 | 2000年11月19日 | 可可尼诺县 | 洛厄尔天文台近地小行星搜寻计划 |
| 小行星106746 | 2000 WE192 | 2000年11月19日 | 可可尼诺县 | 洛厄尔天文台近地小行星搜寻计划 |
| 小行星106747 | 2000 XD2   | 2000年12月1日  | 索科罗     | 林肯近地小行星研究小组         |
| 小行星106748 | 2000 XG2   | 2000年12月3日  | Olathe     | L. Robinson                    |
| 小行星106749 | 2000 XS2   | 2000年12月1日  | 索科罗     | 林肯近地小行星研究小组         |
| 小行星106750 | 2000 XR3   | 2000年12月1日  | 索科罗     | 林肯近地小行星研究小组         |
| 小行星106751 | 2000 XL4   | 2000年12月1日  | 索科罗     | 林肯近地小行星研究小组         |
| 小行星106752 | 2000 XS4   | 2000年12月1日  | 索科罗     | 林肯近地小行星研究小组         |
| 小行星106753 | 2000 XU4   | 2000年12月1日  | 索科罗     | 林肯近地小行星研究小组         |
| 小行星106754 | 2000 XZ4   | 2000年12月1日  | 索科罗     | 林肯近地小行星研究小组         |
| 小行星106755 | 2000 XF5   | 2000年12月1日  | 索科罗     | 林肯近地小行星研究小组         |
| 小行星106756 | 2000 XS5   | 2000年12月1日  | 索科罗     | 林肯近地小行星研究小组         |
| 小行星106757 | 2000 XW5   | 2000年12月1日  | 索科罗     | 林肯近地小行星研究小组         |
| 小行星106758 | 2000 XK6   | 2000年12月1日  | 索科罗     | 林肯近地小行星研究小组         |
| 小行星106759 | 2000 XT6   | 2000年12月1日  | 索科罗     | 林肯近地小行星研究小组         |
| 小行星106760 | 2000 XD7   | 2000年12月1日  | 索科罗     | 林肯近地小行星研究小组         |
| 小行星106761 | 2000 XW8   | 2000年12月1日  | 索科罗     | 林肯近地小行星研究小组         |
| 小行星106762 | 2000 XU9   | 2000年12月1日  | 索科罗     | 林肯近地小行星研究小组         |
| 小行星106763 | 2000 XK10  | 2000年12月1日  | 索科罗     | 林肯近地小行星研究小组         |
| 小行星106764 | 2000 XG11  | 2000年12月1日  | 索科罗     | 林肯近地小行星研究小组         |
| 小行星106765 | 2000 XW11  | 2000年12月4日  | 索科罗     | 林肯近地小行星研究小组         |
| 小行星106766 | 2000 XB12  | 2000年12月4日  | 索科罗     | 林肯近地小行星研究小组         |
| 小行星106767 | 2000 XW13  | 2000年12月4日  | 索科罗     | 林肯近地小行星研究小组         |
| 小行星106768 | 2000 XG14  | 2000年12月1日  | 海勒卡拉   | 近地小行星追踪                 |
| 小行星106769 | 2000 XA15  | 2000年12月5日  | 索科罗     | 林肯近地小行星研究小组         |
| 小行星106770 | 2000 XD15  | 2000年12月5日  | 索科罗     | 林肯近地小行星研究小组         |
| 小行星106771 | 2000 XE15  | 2000年12月5日  | 索科罗     | 林肯近地小行星研究小组         |
| 小行星106772 | 2000 XT15  | 2000年12月1日  | 索科罗     | 林肯近地小行星研究小组         |
| 小行星106773 | 2000 XG16  | 2000年12月1日  | 索科罗     | 林肯近地小行星研究小组         |
| 小行星106774 | 2000 XM16  | 2000年12月1日  | 索科罗     | 林肯近地小行星研究小组         |
| 小行星106775 | 2000 XR16  | 2000年12月1日  | 索科罗     | 林肯近地小行星研究小组         |
| 小行星106776 | 2000 XP18  | 2000年12月4日  | 索科罗     | 林肯近地小行星研究小组         |
| 小行星106777 | 2000 XQ18  | 2000年12月4日  | 索科罗     | 林肯近地小行星研究小组         |
| 小行星106778 | 2000 XL19  | 2000年12月4日  | 索科罗     | 林肯近地小行星研究小组         |
| 小行星106779 | 2000 XP19  | 2000年12月4日  | 索科罗     | 林肯近地小行星研究小组         |
| 小行星106780 | 2000 XW19  | 2000年12月4日  | 索科罗     | 林肯近地小行星研究小组         |
| 小行星106781 | 2000 XU20  | 2000年12月4日  | 索科罗     | 林肯近地小行星研究小组         |
| 小行星106782 | 2000 XB21  | 2000年12月4日  | 索科罗     | 林肯近地小行星研究小组         |
| 小行星106783 | 2000 XJ21  | 2000年12月4日  | 索科罗     | 林肯近地小行星研究小组         |
| 小行星106784 | 2000 XQ21  | 2000年12月4日  | 索科罗     | 林肯近地小行星研究小组         |
| 小行星106785 | 2000 XU21  | 2000年12月4日  | 索科罗     | 林肯近地小行星研究小组         |
| 小行星106786 | 2000 XZ21  | 2000年12月4日  | 索科罗     | 林肯近地小行星研究小组         |
| 小行星106787 | 2000 XO22  | 2000年12月4日  | 索科罗     | 林肯近地小行星研究小组         |
| 小行星106788 | 2000 XQ22  | 2000年12月4日  | 索科罗     | 林肯近地小行星研究小组         |
| 小行星106789 | 2000 XZ22  | 2000年12月4日  | 索科罗     | 林肯近地小行星研究小组         |
| 小行星106790 | 2000 XW23  | 2000年12月4日  | 索科罗     | 林肯近地小行星研究小组         |
| 小行星106791 | 2000 XF24  | 2000年12月4日  | 索科罗     | 林肯近地小行星研究小组         |
| 小行星106792 | 2000 XR24  | 2000年12月4日  | 索科罗     | 林肯近地小行星研究小组         |
| 小行星106793 | 2000 XB26  | 2000年12月4日  | 索科罗     | 林肯近地小行星研究小组         |
| 小行星106794 | 2000 XK26  | 2000年12月4日  | 索科罗     | 林肯近地小行星研究小组         |
| 小行星106795 | 2000 XP26  | 2000年12月4日  | 索科罗     | 林肯近地小行星研究小组         |
| 小行星106796 | 2000 XQ26  | 2000年12月4日  | 索科罗     | 林肯近地小行星研究小组         |
| 小行星106797 | 2000 XX27  | 2000年12月4日  | 索科罗     | 林肯近地小行星研究小组         |
| 小行星106798 | 2000 XN28  | 2000年12月4日  | 索科罗     | 林肯近地小行星研究小组         |
| 小行星106799 | 2000 XD31  | 2000年12月4日  | 索科罗     | 林肯近地小行星研究小组         |
| 小行星106800 | 2000 XN31  | 2000年12月4日  | 索科罗     | 林肯近地小行星研究小组         |

| 上一頁： 106601-106700 | 小行星列表 106701-106800 | 下一頁： 106801-106900 |